# Duablolong
Duablolong is een bestuurslaag in het regentschap Flores Timur van de provincie Oost-Nusa Tenggara, Indonesië. Duablolong telt 667 inwoners (volkstelling 2010).